# Giro de Lombardía 1913
El Giro de Lombardía 1913 fue la 9.ª edición del Giro de Lombardía. Esta carrera ciclista organizada por La Gazzetta dello Sport se disputó el 2 de noviembre de 1913 con salida y llegada en Milán después de un recorrido de 235 km.
La competición fue ganada por el francés Henri Pélissier (Alcyon) por delante de sus compatriotas Maurice Brocco y Marcel Godivier (Liberator-Hutchinson).
Por primera vez en la historia de la prueba no hay ningún italiano entre los tres primeros clasificados y un corredor repite victoria.

## Clasificación general
| Posición | Ciclista         | Equipo               | Tiempo     |
| -------- | ---------------- | -------------------- | ---------- |
| 1        | Henri Pélissier  | Alcyon               | 7h 43' 48" |
| 2        | Maurice Brocco   | Alcyon               | + 2"       |
| 3        | Marcel Godivier  | Liberator-Hutchinson | m. t.      |
| 4        | Luigi Annoni     | Stucchi              | m. t.      |
| 5        | Erich Aberger    | Individual           | m. t.      |
| 6        | Dario Beni       | Stucchi              | m. t.      |
| 7        | Luigi Lucotti    | Ancora               | m. t.      |
| 8        | Carlo Galetti    | Legnano              | m. t.      |
| 9        | Richard Schenkel | Individual           | m. t.      |
| 10       | Romolo Verde     | Maino                | m. t.      |